# V. Penelope Pelizzon
V. Penélope Pelizzon es una poetisa y profesora estadounidense.

## Trayectoria
Se graduó de la Universidad de Massachusetts Amherst, summa cum laude, la Universidad de California en Irvine y la Universidad de Misuri en 1998. 
Se ha desempeñado como profesora en la Universidad de California en Irvine, la Universidad de Misuri, en el Washington & Jefferson College, y en la Universidad de Connecticut.
Su trabajo ha aparecido en Poesía, The Hudson Review, 32 Poems, 5 Fingers Review, The Kenyon Review, Field, New England Review, Missouri Review,  ZYZZYVA ,  Worcester Revisión , y Cuarto Género .
Está casada con Anthony Deaton, quien se desempeña como funcionario político en la Embajada de los Estados Unidos en Damasco, Siria.

## Obras
- Clever and Poor. 20 de enero de 2003.
- The Monongahela Book of Hours. 2003.
- Nostos. Prensa de la Universidad de Ohio. 2000. ISBN 978-0-8214-1298-5.
- Tabloide, Inc: Crimes, Newspapers, Narratives.[10] Prensa de la Universidad Estatal de Ohio. 2010. ISBN 978-0814292150.

## Premios
- 2001 Premio Norma Farber al primer libro, para Nostros, por la Sociedad poética estadounidense.[11][10]
- Premio de poesía Hollis Summers.[10]
- 1997 "Discovery" / The Nation Award.[10]
- Premio de traducción Kenneth Rexroth (por los poemas del italiano de Umberto Saba).
- Premio Campbell Corner Poesía 2003.
- Premios Literarios Lannan: beca de residencia.[12]
- Beca de viaje Amy Lowell, 2012.[10]
- Premio de libro de capítulos del Center for Book Arts, 2012.[10]